# Frappuccino

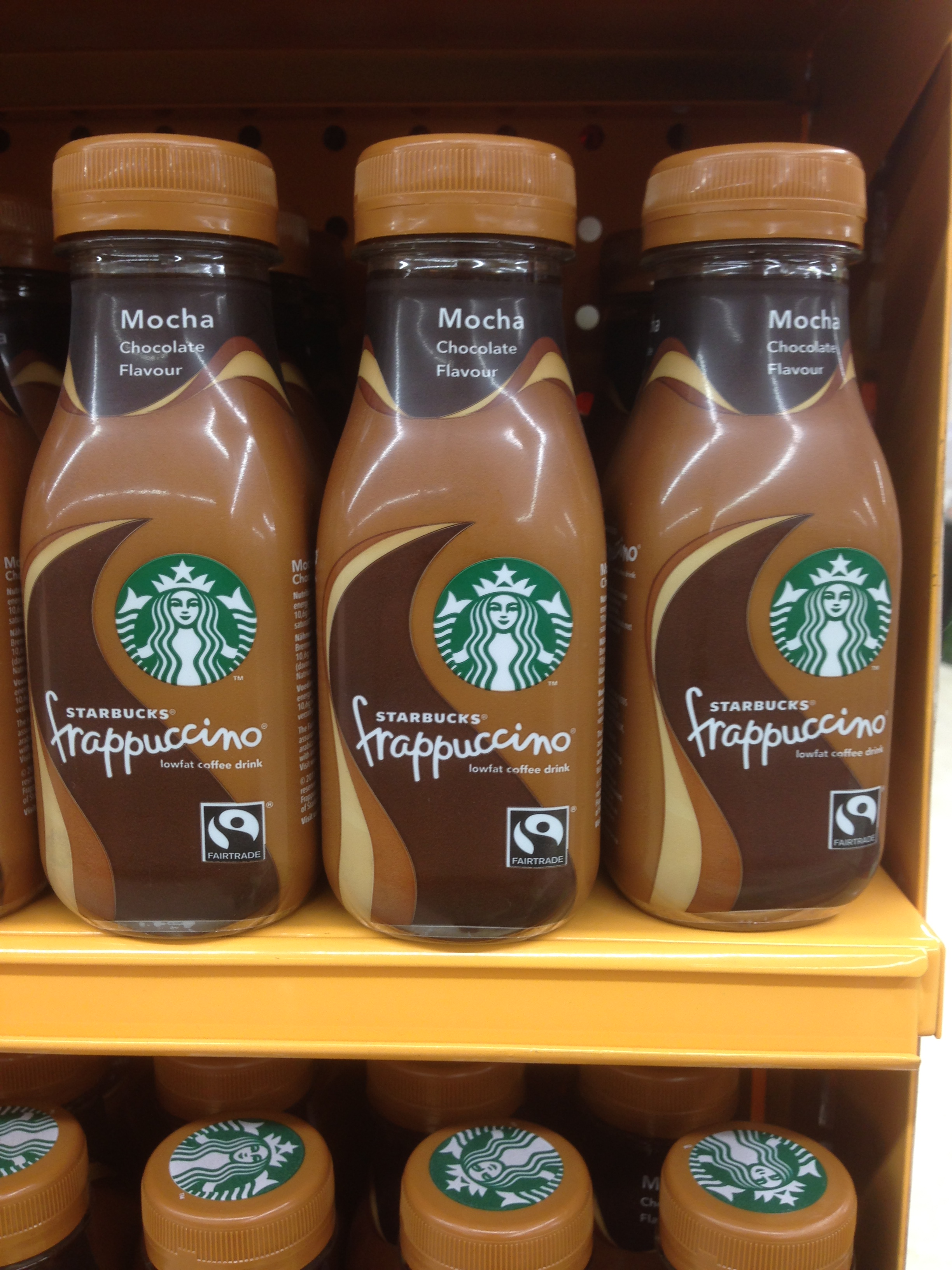
Frappuccini in bottiglia in vendita

Frappuccino è un marchio registrato per una linea di bevande al caffè freddo vendute da Starbucks. Consiste in una mistura di caffè (o di un altro ingrediente di base, come ad esempio fragole o crema), ghiaccio e altri ingredienti, solitamente guarnita con panna montata.
È anche venduto come bevanda al caffè nei negozi e presso i distributori automatici.

## Storia
"Frappuccino" è una parola composta da frappé e cappuccino. Questa parola fu coniata e registrata a Boston.  Nella zona di Boston, "frappe" (pronunciato [ˈfɹæp] e scritto senza accento) è un termine che indica un denso frappé con gelato, derivato dalla parola francese che è, appunto, "frappé". Il Frappuccino originale fu elaborato, denominato, registrato e venduto dalla catena di caffetterie di George Howell, The Coffee Connection, nel Massachusetts orientale.
Quando Starbucks acquistò la Coffee Connection nel 1994 acquisì anche il diritto di produrre, utilizzare e vendere il Frappuccino. La bevanda fu presentata nel 1995 sotto il marchio Starbucks e, a partire dal 2012, Starbucks guadagna annualmente più di due milioni di dollari vendendo Frappuccino.
Come reazione al successo del Frappuccino, molti concorrenti di Starbucks hanno lanciato bevande simili con nomi piuttosto affini: i Mochalatta e Caramelatta (1998) della Cinnabon, Coffee Break, i Chillers di Gloria Jean.

## Versioni disponibili
Segue una lista delle tipiche versioni disponibili per ogni tipo di Frappuccino.

### Decaffeinato
Molti Starbucks nel mondo servono Frappuccino decaffeinato.

### Crème
Fu creata una "crema" priva di caffè per produrre una bevanda chiamata "Frappuccino Blended Crème". Alcuni esempi sono il Frappuccino al tè verde, il Frappuccino con semi di vaniglia e il Frappuccino con fragole e crema.

### Vegano
Il Frappuccino preparato con latte di soia divenne disponibile nei negozi d'America e Canada nel 2010. Nel gennaio del 2011 Starbucks introdusse questa opzione nei negozi australiani; da allora questa versione è disponibile anche in altri paesi.

### Miscele con succo
Nell'estate del 2006, Starbucks introdusse la Frappuccino Juice Blend, descritta come "veri succhi di frutta combinati con tè Tazo, con aggiunta di ghiaccio". Questa variante sembra essere diversa da quella di diversi anni prima, la Tazoberry "blended tea", perché contiene più "vero succo" e tè freddi "distillati di fresco" invece di un concentrato premiscelato e imbottigliato.
Le miscele con succo furono ritirate dal mercato negli anni 2007-2008, quella al melograno per prima. Quella al mandarino fu ritirata poco dopo. Le bevande di questo tipo includevano:
- Melograno (lampone e ribes in Gran Bretagna e Irlanda): melograno, pesca e altri succhi combinati con tè freddo "Zen". Il Frappuccino al melograno è fuori produzione negli Stati Uniti.
- Mandarino (mango e frutto della passione in Gran Bretagna, Irlanda, Giappone e Spagna): Mandarino e altri succhi combinati con tè freddo "Passion". Il Frappuccino al mandarino è fuori produzione negli Stati Uniti.
- Limonata miscelata con fragola: una combinazione di purea di fragola e limonata.
- Bevanda miscelata con limonata: fresco gusto di limonata con sapore reale di limone, guarnita con ghiaccio. Fu introdotta negli Stati Uniti nell'estate del 2008. Una variante al limone della bevanda fresca fu introdotta nei negozi della Gran Bretagna nel giugno del 2010, dopo una variazione minima nei menu e aumenti dei prezzi per la maggioranza delle gamme vendute.

La bevanda miscelata con limonata era fatta con una base di limonata, più densa di quella usata attualmente per le limonate al tè freddo. Questa bevanda non fu più venduta dall'autunno del 2008, ma può ancora essere acquistata da Starbucks, anche se contenente la "vecchia" limonata, e quindi avente un sapore e una consistenza diversi.

### Variazioni
Molte bevande includono ingredienti addizionali, quali ad esempio caffè espresso, sciroppi di vari sapori, scaglie di cioccolato e polveri aromatizzate. Il Frappuccino può anche essere a miscela doppia, o includere più o meno ghiaccio. Lo Java Chip e il Double Chocolaty Chip sono solitamente "corretti" con caffè di qualità, e il Caramel con caramello. Ogni bevanda può essere guarnita con sciroppo o caffè supplementare (così come con altri ingredienti aggiungibili su richiesta, che vanno però ad aumentare il prezzo del prodotto).
Una variante meno famosa è il Frappuccino affogato style. Il caffè espresso è versato sul Frappuccino, invece di essere mescolato al resto della bevanda. Le versioni più comuni sono conosciute come "caramel affogato" e "mocha affogato", nelle quali il caffè espresso viene versato attraverso una "griglia" fatta di caramello o salsa moka, al posto della panna montata.

### Varietà internazionali
Esistono anche diverse versioni disponibili solo in alcuni paesi, come il Banana Java Chip and Mango, Azuki nelle Filippine e azuki in Giappone. Il Banana Java Chip è anche disponibile in Svizzera. Il Frappuccino alla mora e tè verde è attualmente acquistabile nelle Filippine e in Australia. Un'altra variante giapponese è il Frappuccino Sakura (con fiori di ciliegio).
Il Frappuccino Coffee Jelly fu in precedenza un'offerta stagionale nelle Filippine, ma ora fa parte del listino standard. Il Frappuccino Coconut Mocha è disponibile negli Stati Uniti. In Argentina è possibile trovare il Frappuccino Dulce de Leche. In Perù, dal 2011, esiste il Frappuccino Algarrobina, prodotto con Algarrobina, uno sciroppo derivato dal carrubo nero. Nel 2018, in contemporanea all'apertura della prima caffetteria Starbucks "tradizionale" (dopo la Reserve Roastery) a Milano, è stato lanciato il Frappuccino tiramisù anche se una variante era già disponibile stagionalmente in Giappone.

## Versione in bottiglia
Nei negozi al dettaglio e nei distributori automatici si vende un Frappuccino in bottiglia. La versione americana in bottiglia da 280 ml (9,5 US fl oz) è prodotta dalla PepsiCo. In Europa la bevanda è prodotta da Arla Foods in Danimarca. Quest'ultima utilizza una ricetta diversa da quella della bevanda miscelata con lo stesso nome.
Sono disponibili i seguenti gusti:
- Caramello: contiene una piccola quantità di aroma al caramello.
- Mocha: il gusto più famoso, contiene cioccolata.
- Mocha Lite: contiene cioccolata e una crema speciale che lo renderebbe meno calorico.
- Vaniglia: contiene una piccola quantità di aroma alla vaniglia.
- Caffè: simile al caffè con ghiaccio
- Strawberries & Crème: a base di crema, privo di caffè.
- Mint Mocha (edizione limitata): dalla sua comparsa nel luglio del 2005, viene distribuito durante il periodo delle vacanze.
- Dark Chocolate Peppermint Mocha (edizione limitata): identico al Mint Mocha, ma con cioccolato extra e aroma alla menta. Fu la novità della stagione estiva del 2007 e venne riproposto in quella del 2008.
- Dark Chocolate Mocha: identico al Mocha, ma con cioccolato extra. Fu immesso sul mercato nel febbraio del 2008.
- Dark Mocha Raspberry (edizione limitata): cioccolato fondente con aroma di lampone. Prodotto dall'agosto del 2008.
- Mocha Cookie Crumble: cioccolato con biscotti in superficie.
- Pan di Zenzero (edizione limitata): aroma di pan di zenzero, viene distribuito nella stagione estiva.
- S'mores: fatto con cioccolato, cannella light e aroma al marshmallow.